# دنبینگتس (استان اوپوله)
دنبینگتس (به لهستانی:  Dębiniec) یک روستا در لهستان است که در گمینا موروو واقع شده‌است.